# Neuville-en-Ferrain
Neuville-en-Ferrain är en kommun i departementet Nord i regionen Hauts-de-France i norra Frankrike. Kommunen ligger i kantonen Tourcoing-Nord-Est som tillhör arrondissementet Lille. År 2022 hade Neuville-en-Ferrain 10 125 invånare.

## Befolkningsutveckling
Antalet invånare i kommunen Neuville-en-Ferrain
| Referens: INSEE |